# 達文西的馬

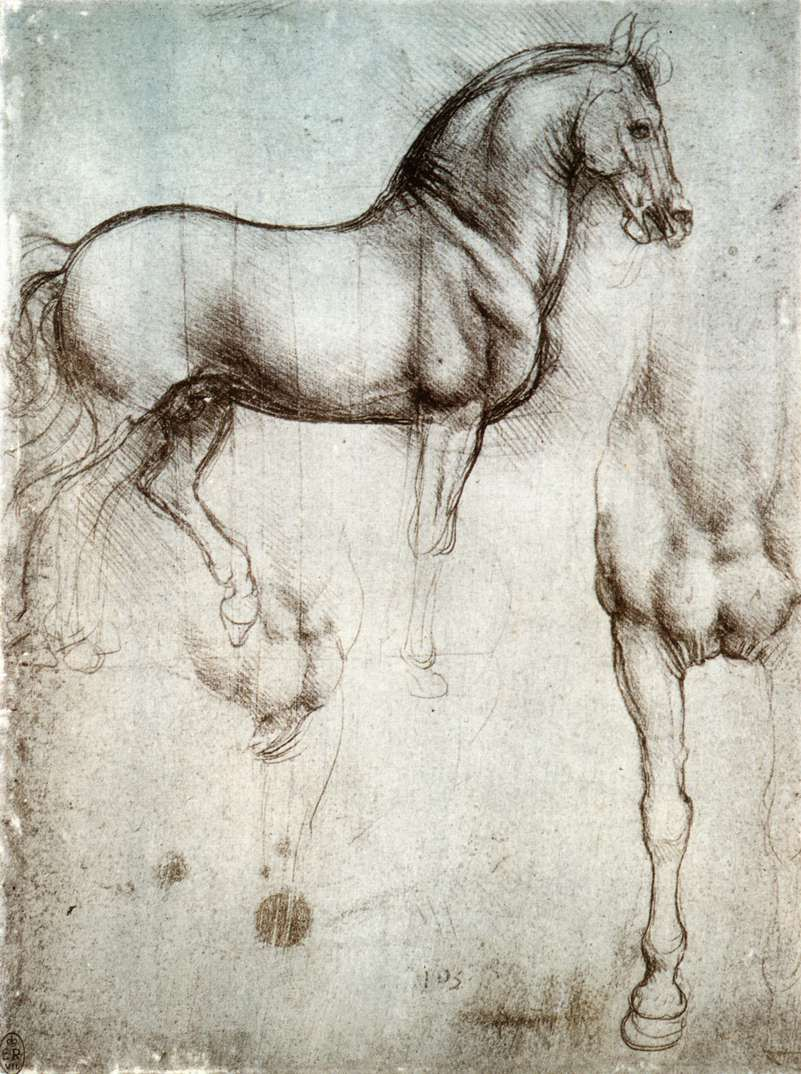
達芬奇對該雕塑的研究

達芬奇的馬（義大利語：Cavallo di Leonardo）是達芬奇在1482年受米蘭公爵盧多維科·斯福爾扎之托開始製作的一個雕塑，但沒有完成。當時若完成將可能是世界上最大的馬雕塑，並將成為盧多維科·斯福爾扎之父法蘭切斯科一世·斯福爾扎的紀念碑。達芬奇為這座雕塑做了一些準備，其中一些見於馬德里手稿之上，但最終他只作出了一個黏土模型，還沒來得及作進一步的行動，此模型就在1499年法國軍隊進攻米蘭時被毀，也終止了雕塑的繼續創作。

## 後世的續作

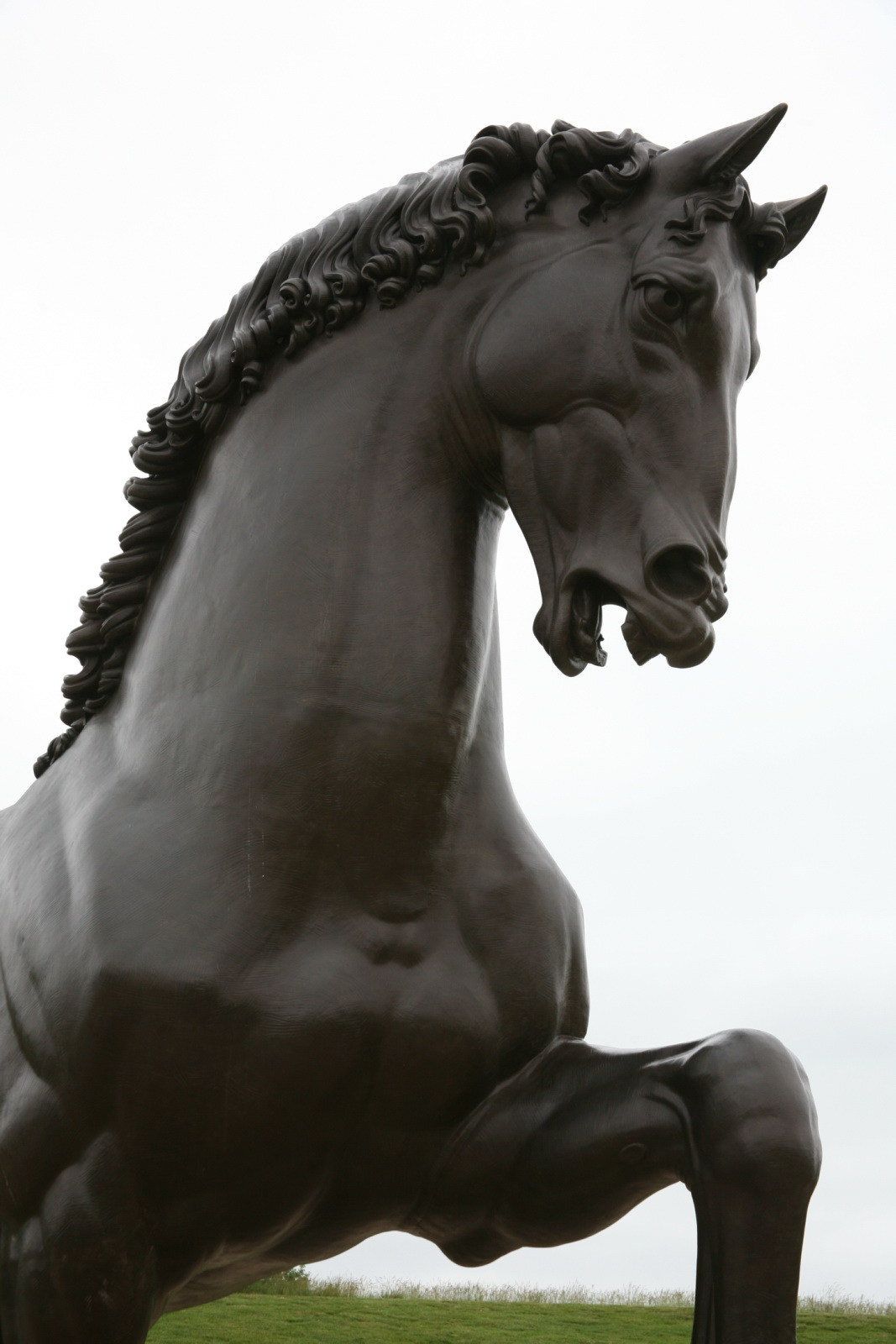
妮娜·阿卡姆的复制品

五個世紀之後，在1977年一位退休美國飛行員查理斯·登特（Charles Dent）開始在賓夕法尼亞州阿倫敦雕刻此雕塑，1994年登特逝世，根據遺囑由紐約的一個基金會“Tallix Art Foundry”委託日裔美國雕刻家妮娜·阿卡姆進行雕刻，終於在1999年9月10日正式宣佈雕成，總耗資達600萬美元。
這座青銅像在美國完成後被拆開運往意大利，放置在米蘭的賽馬場前面，高達7（23英尺），據信可能還是世界上最大的馬雕塑之一。而同月另一座用同一個模型鑄造的青銅馬也在美國密歇根州大急流城揭幕。 此外在佛羅倫薩還有另一座鋼結構、玻璃纖維覆蓋的“達芬奇的馬”，曾在匈牙利、美國巡迴展出。

## 外部連結
- Leonardo da Vinci's Horse （页面存档备份，存于）
- Unbelievable story of Leonardo's Horse （页面存档备份，存于）
- Reconstruction of Sforza Monument

45°28′51″N 9°07′47″E / 45.48083°N 9.12972°E